# Rūdbāhī
Rūdbāhī (persiska: رودباهی) är ett samhälle i Iran.   Det ligger i provinsen Kerman, i den sydöstra delen av landet, 1 100 km sydost om huvudstaden Teheran. Rūdbāhī ligger 405 meter över havet och antalet invånare är 319.
Terrängen runt Rūdbāhī är lite kuperad. Runt Rūdbāhī är det glesbefolkat, med 8 invånare per kvadratkilometer. Närmaste större samhälle är Tomgarān, 4,4 km nordväst om Rūdbāhī. Trakten runt Rūdbāhī är ofruktbar med lite eller ingen växtlighet.